# Reiher- und Röhrbach
Reiher- und Röhrbach ist ein Naturschutzgebiet mit einer Größe von 132,5 ha im Stadtteil Windflöte der Stadt Bielefeld. Es wird mit der Nummer BI-010 geführt. Das Gebiet wurde im Jahr 2005 als Naturschutzgebiet ausgewiesen. Es dient der Zur Erhaltung und Entwicklung großräumiger Bachauen mit naturnahen Bachabschnitten mit Steilufern, einer Vielzahl von Nebengewässern, Teichen und Blänken, ausgedehnten, grundwassergeprägten Feuchtwiesen und altem Buchen-Laubwald mit ihren seltenen Tier- und Pflanzenarten.

## Lage
Die Schutzfläche liegt westlich des zum Bielefelder Stadtbezirk Senne gehörenden Ortsteils Windflöte und nördlich des Gütersloher Stadtteils Friedrichsdorf, an dessen Grenze das Gebiet direkt angrenzt. Es wird in westliche Richtung von den namensgebenden Fließgewässern Reiherbach und Röhrbach durchzogen. Im Nordosten grenzt mit dem Schwarzen Venn ein weiteres Naturschutzgebiet direkt an.
Das Areal weist ein Gefälle von rund zehn Metern auf und folgt dabei der Abflachung der dem Teutoburger Wald vorgelagerten Sennelandschaft, wobei sich der höchste Punkt mit 102 m ü. NHN im Nordosten befindet.

## Charakteristik
Die Schutzfläche „Reiher- und Röhrbach“ ist in weiten Teilen eine strukturreiche, großflächig grünlandgeprägte und weitgehend siedlungsfreie Kulturlandschaft. Im teilweise naturnahen Niederungsbereich des Reiherbaches finden sich zudem Waldflächen sowie im westlichen Bereich auch kleinflächige Bruchwälder, Tümpel, Großseggenrieder und Brachflächen. Sie ist durch die Anbindung an die östlicher gelegenen Gebiete „Schwarzes Venn“ und die Rieselfelder Windel Teil einer Biotopverbundachse im Südwesten Bielefelds.